# Show and Tell
Show and Tell è il primo album live del gruppo musicale canadese The Birthday Massacre, pubblicato nel 2009 dalla Metropolis Records. È stato registrato ad Amburgo nell'autunno 2007.

## Tracce
1. Before Dark (Intro) - 1:25
2. Video Kid - 4:27
3. Lovers End - 4:20
4. Goodnight - 4:21
5. Falling Down - 4:13
6. Violet - 3:38
7. Red Stars - 3:49
8. Looking Glass - 4:22
9. Remember Me - 4:04
10. Unfamiliar - 3:26
11. Walking with Strangers - 3:52
12. Weekend - 3:53
13. Horror Show - 4:07
14. Kill the Lights - 4:35
15. Blue - 4:30
16. Happy Birthday - 4:13